# Грег ван Авермат
Грег Ван Авермет (хол. Greg Van Avermaet; Локерен, 17. мај 1985) бивши је белгијски професионални бициклиста у периоду од 2007. 2023. године, који је последње возио за  ворлд тур тим АГ2Р ситроен. Освојио је златну медаљу на Олимпијским играма 2016. док је по једном освојио класификацију по поенима на Вуелта а Еспањи, Париз—Рубе, Тирено—Адријатико, ЕЗ Бинкбанк класик и Гент—Вевелгем, а двапут је освојио Омлоп хет ниувсблад и Гран при сајклисте де Монтреал. Освојио је по једном такмичења за рангирање  ворлд тур и UCI свјетски ренкинг. Сматрао се једним од најуниверзалнијих возача, који је био специјалиста за класике, али је такође побјеђивао на етапама и освајао етапне трке. Био је познат и као добар спринтер, који је побјеђивао у спринту мање групе возача, а такође, остваривао је побједе након бјегова.
Професионалну каријеру почео је 2007. када је остварио четири побједе, док је 2008. освојио класификацију по поенима на Вуелта а Еспањи. Године 2009. остварио је једну побједу, док 2010. није остварио ниједну, након чега је 2011. освојио Тур де Валонија трку. Године 2012. није остварио побједу, а 2013. је поново освојио Тур де Валонију, док је 2014. освојио трку Гран при де Валонија.
Године 2015. освојио је Тур оф Белгијум и остварио је етапну побједу на Тур де Франсу, док је 2016. освојио Тирено—Адријатико и Омлоп хет Нијувсблад, након чега је остварио етапну побједу на Тур де Франсу и носио је жуту мајицу на три етапе. Након Тура, освојио је златну медаљу у друмској вожњи на Олимпијским играма и завршио је на другом мјесту на Гран при сајклисте де Квебеку. Године 2017. освојио је Тур оф Луксембург, Париз—Рубе, Омлоп хет Нијувсблад по други пут, ЕЗ Харелбеке и Гент—Вевелгем, док је Ронде ван Фландерен завршио на другом мјесту. Године 2018. освојио је Тур оф Јоркшир трку, а на Тур де Франсу је носио жуту мајицу на осам етапа.
Године 2019. освојио је Гран при сајклисте де Монтреал, док је завршио на другом мјесту на Класику Сан Себастијан и Омлоп хет Нијувсбладу, а носио је тачкасту мајицу на Тур де Франсу, за лидера брдске класификације на двије етапе. Године 2020. није остварио побједу, завршио је Милано—Санремо и Страде Бјанке на осмом мјесту, док је 2021. завршио Ронде ван Фландерен на трећем мјесту. Године 2022. завршио је Омлоп хет Нијувсблад и Тур де Лимузен на трећем мјесту, а Свјетско првенство на шљунку на четвртом мјесту. Године 2023. освојио класик Буклес де л’Олн, а на крају сезоне завршио је каријеру у друмском бициклизму, са циљем да настави да се такмичи у бициклизму на шљунку.

## Дјетињство и јуниорска каријера
Ван Авермет је рођен у бициклистичкој породици, његов отац и дједа су били професионални бициклисти. У дјетињству је играо фудбал, као голман, а бициклизмом је почео да се бави са 19 година. Године 2005. остварио је двије побједе, а 2006. шест, укључујући и национално првенство за јуниоре.

## Професионална каријера

### 2007 — 2010
Професионалну каријеру почео је 2007. у белгијском тиму Лото—предиктор. Сезону је почео на Туру Катара, гдје је побиједио на петој етапи, у спринту након успјешног бијега. Наставио је са добрим резултатима на мањим тркама и они су му донијели мјесто на Ронде ван Фландерену и Париз—Рубеу. Париз—Рубе је завршио на 29 мјесту, а касније је освојио етапу на Туру Валоније и једнодневну трку у Њемачкој и Белгији. У финишу сезоне возио је први пут на Свјетском првенству, гдје је друмску трку завршио је на 63 мјесту.
Сезону 2008. почео је на Туру Катара, гдје је завршио трећи у генералном пласману, након чега је освојио треће мјесто на трци Е3 Харелбеке, а на трци око Фландрије, завршио је осми након успјешног бијега. Освојио је друго мјесто на Туру Белгије, уз једну етапу, на националном првенству завршио је четврти. Током љета, освојио је етапу на Туру Валоније и Туру Ен, а затим је возио своју прву гранд тур трку — Вуелта а Еспању. На Вуелти, побиједио је на деветој етапи у спринту, а завршио је још неколико етапа у топ 10 и освојио је класификацију по поенима испред Алехандра Валвердеа. На крају сезоне, завршио је на 17 мјесту на Свјетском првенству.
Година 2009. није била успјешна за Ван Авермета, остварио је само једну побједу, освојио је трку Хелсте Палј. Завршио је четврти на националном првенству, трећи на Критеријуму Алас, уз још неколико добрих позиција. У јулу, возио је први пут Тур де Франс, завршио је у топ 10 на двије етапе. На Енеко Туру, завршио је на 15 мјесту у генералном пласману, а затим на 13 мјесту на класику Париз—Брисел.
Године 2010. није остварио ниједну побједу. Возио је Тур Омана, Тирено—Адријатико, Париз—Рубе и Тур де Свис, са неколико позиција у топ 10. Није ушао у састав тима за Тур де Франс, а на класику Сан Себастијан завршио је на 11 мјесту, након чега је возио Вуелта а Еспању по други пут и завршио је на 49 мјесту у генералном пласману. Сезону је завршио 16 мјестом на Париз Туру и на Ђиро ди Ломбардији.

### 2011
Године 2011. прешао је у тим БМЦ. Сезону је почео на Туру Катара, а био је запажен на прољећним класицима. Завршио је девети на Милан—Санрему и седми на Лијеж—Бастоњ—Лијежу, а затим је освојио друго мјесто на Туру Белгије.
Прву побједу за нови тим остварио је на Туру Аустрије, гдје је освојио етапу и класификацију по поенима, а затим је освојио своју прву трку — Тур Валоније, уз етапну побједу. Возио је Енеко Тур и Вуелта а Еспању, гдје није имао добрих резултата. У октобру је остварио прву побједу на класицима, освојио је Париз Тур, а на крају сезоне освојио је друго мјесто на Туру Пијемонта и 12 на Ђиро ди Ломбардији.

### 2012
Ни 2012. није остварио ниједну победу. Сезону је почео на Тур Даун андер трци, гдје је завршио једну етапу у првих десет. На Волта ао Алгарве трци, завршио је други на првој етапи, а затим се фокусирао на класике. Завршио је пети на Страде Бјанкеу и Омлоп хет Ниувсбладу, док је на Фландрији завршио четврти, одспринтао је групу која је на циљ дошла са 40 секунди иза водећег триа.
Пропустио је опет Тур де Франс, а био је члан белгијског тима на Олимпијским играма 2012. у Лондону, гдје је друмску трку завршио на 92 мјесту. Био је близу освајања прве ворлд тур трке — Гран при де Квебека. Ван Авермет је напао на 4 km до циља, са њим је отишао Сајмон Геранс и побиједио га у спринту. Пет дана касније, завршио је други на Гран прију Валоније. Ван Авермет је ушао и у састав белгијског тима за Свјетско првенство, гдје је радио за Филипа Жилбера, који је освојио првенство. Сезону је завршио осмим мјестом на Ђиру Пијемонта и шестим на Париз Туру.

### 2013
Годину 2013. је почео на Тур оф Катар трци, где је као члан БМЦ-а побиједио на екипном хронометру на другој етапи, завршио је шести у генералном пласману. На прољећним класицима играо је запажену улогу. Освојио је треће мјесто на Гент—Вевелгему, седмо на Фландрији, четврто на Париз—Рубеу и 17 на Амстел голд рејсу. Прву побједу у сезони остварио је на Туру Валоније, освојио је трку уз двије етапне победе.
У финишу сезоне, освојио је прву етапу на Туру Јуте, а наредне три је завршио на другом мјесту. Наставио је са добрим пласманима на УСА про челенџу, али му је измакла побједа, четири етапе је завршио у топ 5. Добре резултате остварио је и на Канадским класицима, Гран при сајклисте де Квебек је завршио на трећем, а Гран при сајклисте де Монтреал на четвртом мјесту.
На светском првенству завршио је на 23 месту.

### 2014
Године 2014. му је опет измакла побједа на класицима, завршио је други на Омлопу и на Фландрији, оба пута је изгубио у спринту. Возио је Тур де Франс, где је био помоћник за Тиџеја ван Гардерена, који је освојио пето мјесто. На другој етапи је освојио друго мјесто, на деветој етапи треће, а на етапи 16 завршио је шести.
У наставку сезоне, завршио је осми на класику Сан Себастијан, док је на Енеко Туру освојио пето мјесто, уз једну етапну побједу. Гран при де Квебек завршио је на петом мјесту, што му је било трећи пут заредом да завршава у топ 5.
У финишу сезоне освојио је мање трке, Гран при Валоније, гдје је био члан четворочланог бијега, а побиједио је нападом на последњем успону. Побједу је остварио и на трци Гран при Ремон Импанис. На Свјетском првенству, био је лидер белгијског тима, али је пропустио напад Михала Квјатковског и завршио је пети.
На крају сезоне, трећи пут је проглашен за најбољег бициклисту у Белгији.

### 2015
Сезону 2015. почео је као обично на Туру Катара и Туру Омана. Након још једног завршетка у топ 10 на класику Омлоп, завршио је други на Страде Бјанкеу, иза Здењека Штибара. Прву побједу у сезони остварио је на Тирено—Адријатику, гдје је побиједио Петера Сагана у спринту на трећој етапи.
На класику Е3 Харелбеке, доживио је тежак пад, али се опоравио и освојио је треће мјесто на Фландрији и Париз—Рубеу, наступе на класицима завршио је петим мјестом на Амстел голд рејсу. У мају, освојио је Тур Белгије, уз побједу на последњој етапи. На националном првенству завршио је трећи.
Тур де Франс је почео у доброј форми, са неколико мјеста у топ 10, а онда је са тимом БМЦ освојио екипни хронометар на деветој етапи. На етапи 13, која је имала циљ на мањем успону, Ван Авермет је одспринтао Петера Сагана и дошао до своје прве побједе на Туру. Тур је напустио на етапи 16, због болести. Вратио се на тркама у Белгији, где је побиједио на четири мање трке.
На класику Сан Себастијан, био је у нападу, када га је ударио аутомобил телевизије прије последњег успона и није могао да настави. На Енеко Туру је завршио други у генералном пласману и у класификацији по поенима. У склопу припрема за Свјетско првенство, возио је Ватенфал класик и завршио је пети.
На Свјетском првенству био је фаворит. Напао је на последњем успону, пратио га је Петер Саган и отишао је од њега. Ван Авермет није имао снаге да га стигне. Придружио му се Едвалд Босон Хаген, коме није било дозвољено да ради са Ван Аверметом на достизању Сагана и група их је ухватила у последњем километру, а у спринту, Ван Авермет је завршио на 23 месту. На Париз Туру, био је члан трочланог бијега и био је фаворит у спринту, али је доживио механички проблем у последњем километру и завршио је на трећем мјесту.
На крају сезоне, освојио је награду за најбољег белгијског бициклисту, а у избору за најбољег белгијског спортисту завршио је други, иза Кевина де Бројнеа.

### 2016
Сезону 2016. је почео на Туру Катара, где је освојио треће мјесто, а на четири етапе је завршио у топ 10. На Туру Омана је завршио три етапе у топ 10, а затим је коначно освојио класик Омлоп. На циљ су дошла петорица и Ван Авермет је побиједио у спринту, а Саган је завршио на другом мјесту.
На Тирено—Адријатику, БМЦ је побиједио на екипном хронометру на отварању, што је дало предност Ван Авермету. Краљевска етапа Тирена је отказана, Ван Авермет је побиједио Сагана у спринту на шестој етапи, одбранио се на хронометру на последњој етапи и освојио је Тирено—Адријатико секунду испред Сагана. То му је била прва велика освојена трка. На Милан—Санрему је завршио пети, а на Гент—Вевелгему девети, на Фландрији је пао и повриједио се.
Од повреде се опоравио на вријеме за Тур де Франс, где је побиједио на петој етапи, након дугог бијега. Последњих 17 километара је одвезао соло. Побједом је узео жуту мајицу са пет минута испред другопласираног Криса Фрума. На шестој етапи је опет отишао у бијег и повећао је предност, а жуту мајицу је изгубио на осмој етапи. Након Тура, освојио је Критеријум Розелар и завршио је пети на класику Сан Себастијан.
На дан 6. августа, освојио је друмску трку на Олимпијским играма 2016. у Рио де Жанеиру. Био је члан шесточланог бијега, а онда су се одвојили Винченцо Нибали, Рафал Мајка и Серхио Енао. Изгледало је да ће подијелити медаље међусобно, али су Нибали и Енао пали и Мајка је наставио сам. Ван Авермету се придружио Јакоб Фуглсанг и стигли су Мајку на километар до циља. Мајка је одустао од спринта, а Ван Авермет је побиједио Фуглсанга и освојио је злато.

## Оптужбе за допинг
У априлу 2015. белгијска бициклистичка унија тражила је двогодишњу суспензију за Ван Авермета и поништавање свих резултата остварених након 2012. уз покретање истраге. Оптужбу су засновали по преписци у писму, у коме се помиње да користи кортизон. Ван Авермет је признао да га је користио једном, да ријеши проблем са здрављем.
На дан 7. маја 2015. објављено је да је Ван Авермет ослобођен свих оптужби.